# Grande Prêmio do Japão de 2008
Resultados do Grande Prêmio do Japão de Fórmula 1 realizado em Fuji em 12 de outubro de 2008. Décima sexta etapa do campeonato, foi vencido pelo espanhol Fernando Alonso, da Renault, com Robert Kubica em segundo pela BMW Sauber e Kimi Räikkönen em terceiro pela Ferrari.

## Resumo
- Última vitória de Fernando Alonso na temporada,a décima sétima e última do espanhol pela equipe Renault.
- Última vitória da Renault na categoria com esse nome, pois, voltaria a vencer uma prova com o nome Alpine em 2021 com o piloto Esteban Ocon no Grande Prêmio da Hungria.

## Classificação da prova

### Treinos classificatórios
| Pos.   | Nº | Piloto               | Equipe              | Q1       | Q2       | Q3       | Grid |
| ------ | -- | -------------------- | ------------------- | -------- | -------- | -------- | ---- |
| 1      | 22 | Lewis Hamilton       | McLaren-Mercedes    | 1:18.071 | 1:17.462 | 1:18.404 | 1    |
| 2      | 1  | Kimi Räikkönen       | Ferrari             | 1:18.160 | 1:17.733 | 1:18.644 | 2    |
| 3      | 23 | Heikki Kovalainen    | McLaren-Mercedes    | 1:18.220 | 1:17.360 | 1:18.821 | 3    |
| 4      | 5  | Fernando Alonso      | Renault             | 1:18.290 | 1:17.871 | 1:18.852 | 4    |
| 5      | 2  | Felipe Massa         | Ferrari             | 1:18.110 | 1:17.287 | 1:18.874 | 5    |
| 6      | 4  | Robert Kubica        | BMW Sauber          | 1:18.684 | 1:17.931 | 1:18.979 | 6    |
| 7      | 11 | Jarno Trulli         | Toyota              | 1:18.501 | 1:17.541 | 1:19.026 | 7    |
| 8      | 12 | Timo Glock           | Toyota              | 1:17.945 | 1:17.670 | 1:19.118 | 8    |
| 9      | 15 | Sebastian Vettel     | Toro Rosso-Ferrari  | 1:18.559 | 1:17.714 | 1:19.638 | 9    |
| 10     | 14 | Sébastien Bourdais   | Toro Rosso-Ferrari  | 1:18.593 | 1:18.102 | 1:20.167 | 10   |
| 11     | 9  | David Coulthard      | Red Bull-Renault    | 1:18.303 | 1:18.187 |          | 11   |
| 12     | 6  | Nelson Piquet Jr.    | Renault             | 1:18.300 | 1:18.274 |          | 12   |
| 13     | 10 | Mark Webber          | Red Bull-Renault    | 1:18.372 | 1:18.354 |          | 13   |
| 14     | 8  | Kazuki Nakajima      | Williams-Toyota     | 1:18.640 | 1:18.594 |          | 14   |
| 15     | 7  | Nico Rosberg         | Williams-Toyota     | 1:18.740 | 1:18.672 |          | 15   |
| 16     | 3  | Nick Heidfeld        | BMW Sauber          | 1:18.835 |          |          | 16   |
| 17     | 17 | Rubens Barrichello   | Honda               | 1:18.882 |          |          | 17   |
| 18     | 16 | Jenson Button        | Honda               | 1:19.100 |          |          | 18   |
| 19     | 20 | Adrian Sutil         | Force India-Ferrari | 1:19.163 |          |          | 19   |
| 20     | 21 | Giancarlo Fisichella | Force India-Ferrari | 1:19.910 |          |          | 20   |
| Fonte: |    |                      |                     |          |          |          |      |

### Corrida
| Pos.   | Nº | Piloto               | Construtor          | Voltas | Tempo/Diferença  | Grid | Pontos     |
| ------ | -- | -------------------- | ------------------- | ------ | ---------------- | ---- | ---------- |
| 1      | 5  | Fernando Alonso      | Renault             | 67     | 1:30:21.892      | 4    | 10         |
| 2      | 4  | Robert Kubica        | BMW Sauber          | 67     | + 5.283          | 6    | 8          |
| 3      | 1  | Kimi Räikkönen       | Ferrari             | 67     | + 6.400          | 2    | 6          |
| 4      | 6  | Nelson Piquet Jr.    | Renault             | 67     | + 20.570         | 12   | 5          |
| 5      | 11 | Jarno Trulli         | Toyota              | 67     | + 23.767         | 7    | 4          |
| 6      | 15 | Sebastian Vettel     | Toro Rosso-Ferrari  | 67     | + 39.207         | 9    | 3          |
| 7      | 2  | Felipe Massa         | Ferrari             | 67     | + 46.158         | 5    | 2          |
| 8      | 10 | Mark Webber          | Red Bull-Renault    | 67     | + 50.811         | 13   | 1          |
| 9      | 3  | Nick Heidfeld        | BMW Sauber          | 67     | + 54.120         | 16   |            |
| 10     | 14 | Sébastien Bourdais   | Toro Rosso-Ferrari  | 67     | + 59.085         | 10   | [ nota 2 ] |
| 11     | 7  | Nico Rosberg         | Williams-Toyota     | 67     | + 1:02.096       | 15   |            |
| 12     | 22 | Lewis Hamilton       | McLaren-Mercedes    | 67     | + 1:18.900       | 1    |            |
| 13     | 17 | Rubens Barrichello   | Honda               | 66     | + 1 volta        | 17   |            |
| 14     | 16 | Jenson Button        | Honda               | 66     | + 1 volta        | 18   |            |
| 15     | 8  | Kazuki Nakajima      | Williams-Toyota     | 66     | + 1 volta        | 14   |            |
| Ret    | 21 | Giancarlo Fisichella | Force India-Ferrari | 21     | Câmbio           | 20   |            |
| Ret    | 23 | Heikki Kovalainen    | McLaren-Mercedes    | 16     | Motor            | 3    |            |
| Ret    | 20 | Adrian Sutil         | Force India-Ferrari | 8      | Punção           | 19   |            |
| Ret    | 12 | Timo Glock           | Toyota              | 6      | Danos de colisão | 8    |            |
| Ret    | 9  | David Coulthard      | Red Bull-Renault    | 0      | Acidente         | 11   |            |
| Fonte: |    |                      |                     |        |                  |      |            |

## Tabela do campeonato após a corrida
| Pos.   | Piloto         | Pontos |
| ------ | -------------- | ------ |
| 1      | Lewis Hamilton | 84     |
| 2      | Felipe Massa   | 79     |
| 3      | Robert Kubica  | 72     |
| 4      | Kimi Räikkönen | 63     |
| 5      | Nick Heidfeld  | 56     |
| Fonte: |                |        |

| Pos.   | Construtor       | Pontos |
| ------ | ---------------- | ------ |
| 1      | Ferrari          | 142    |
| 2      | McLaren–Mercedes | 135    |
| 3      | BMW Sauber       | 128    |
| 4      | Renault          | 66     |
| 5      | Toyota           | 50     |
| Fonte: |                  |        |

- Nota: Somente as primeiras cinco posições estão listadas.